# Pam Seaborne
Pamela Georgina „Pam“ Seaborne (verheiratete Elliott; * 16. August 1935 im London Borough of Newham; † 26. April 2021 in Calgary, Kanada) war eine britische Hürdenläuferin.
Bei den Olympischen Spielen 1952 in Helsinki erreichte sie im Wettkampf über 80 m Hürden das Halbfinale.
1954 wurde sie in dieser Disziplin für England startend bei den British Empire and Commonwealth Games in Vancouver Vierte und gewann Bronze bei den Leichtathletik-Europameisterschaften in Bern.
1951 wurde sie Englische Meisterin über 80 Yards Hürden. Ihre persönliche Bestzeit über 80 m Hürden von 11,0 s stellte sie am 3. Oktober 1954 in Budapest auf.
Sie heiratete den ehemaligen Stabhochspringer Geoff Elliott und zog 1963 nach Kanada. Sie war Mutter von drei Töchtern und arbeitete bis zu ihrer Rente viele Jahre für Marks & Spencer.